# Bath City F.C.
Bath City Football Club là một câu lạc bộ bóng đá bán chuyên nghiệp có trụ sở tại Bath, Somerset, Anh. Được thành lập vào năm 1889 với tên gọi Bath AFC, Đội bóng trực thuộc Somerset FA và hiện đang thi đấu tại National League South- giải hạng 6 của bóng đá Anh.
Câu lạc bộ có sân nhà tại Twerton Park, trang phục là áo sơ mi sọc trắng đen, quần đùi đen và tất trắng và được có biệt danh là "The Romans" hoặc "The Stripes".
Lịch sử của đội bóng hoàn thuộc bóng đá ngoài Liên đoàn, đã bỏ lỡ cuộc bầu chọn English Football League với một vài phiếu bầu vào năm 1978 và một lần nữa vào năm 1985. Câu lạc bộ có thành tích tương đối tốt tại Cúp FA, lọt vào Vòng 3 sáu lần và đã đánh bại các đội bóng trong giải đấu bao gồm Crystal Palace (năm 1931), Cardiff City và Millwall.

## Danh hiệu
Danh hiệu của Câu lạc bộ Bath City:
- Conference South (Hạng 6)
  - Vô địch vòng Play-off mùa giải 2009–10
- Southern League (Hạng 7)
  - Vô địch: các mùa giải 1959–60, 1977–78, 2006–07
  - Á quân: 1929–30, 1932–33, 1961–62, 1989–90, 2005–06
- Western League
  - Vô địch: mùa giải 1933–34
  - Á quân: các mùa giải 1913–14, 1934–35
- Western League Division 2
  - Vô địch: mùa giải 1928–29
- Southern League Cup
  - Vô địch: mùa giải 1978–79
  - Á quân: các mùa giải 1949–50, 1958–59
- Non League Championship Trophy
  - Vô địch: mùa giải 1978–79
- Anglo-Italian Cup
  - Á quân: các mùa giải 1976–77, 1977–78
- Somerset Premier Cup
  - Vô địch: các mùa giải 1928–29, 1931–32, 1933–34, 1935–36, 1945–46, 1946–47 (đồng vô địch), 1951–52, 1952–53, 1957–58, 1959–60, 1965–66, 1967–68, 1969–70, 1977–78, 1980–81, 1981–82, 1983–84, 1984–85, 1985–86, 1988–89, 1989–90, 1993–94, 1994–95, 2007–08

## Thống kê
- Thứ hạng cao nhất – Hạng 4 tại Football Conference mùa giải 1984–85
- Thành tích tốt nhất tại FA Cup – Vòng 3 trong trận gặp Bolton Wanderers mùa giải 1963–64 và trận gặp Stoke City mùa giải 1993–94
- Thành tích tốt nhất tại FA Trophy – Vòng bán kết gặp North Ferriby United mùa giải 2014–15
- Kỷ lục khán giả đến sân – 18,020 người trong trận đấu gặp Brighton & Hove Albion ngày 9 tháng 1 năm 1960
- Cầu thủ ra sân nhiều nhất – Dave Mogg với 515 lần giai đoạn 1982–1988 và 1992–1997
- Cầu thủ ghi nhiều bàn nhất (Tổng cộng) – Charlie Fleming với 216 bàn trong giai đoạn 1958–1965
- Cầu thủ ghi nhiều bàn nhất (Một mùa giải) – Paul Randall với 51 bàn trong giai đoạn 1989–90
- Số bàn thắng ghi được nhiều nhất ở Liên đoàn trong một mùa giải – Charlie Fleming với 37 bàn
- Phí chuyển nhượng kỷ lục được trả – 16,000 bảng đến Bristol City cho cầu thủ Micky Tanner (1988)
- Phí chuyển nhượng kỷ lục được nhận – 80,000 bảng từ Southampton cho cầu thủ Jason Dodd (1989)